# Tiokamp för herrar vid olympiska sommarspelen 1980
Tiokamp för herrar vid olympiska sommarspelen 1980 i Moskva avgjordes 26 juli. 

## Medaljörer
| Gren    | Guld                            | Guld        | Silver                         | Silver      | Brons                           | Brons       |
| Tiokamp | Daley Thompson · Storbritannien | 8 495 poäng | Jurij Kutsenko · Sovjetunionen | 8 331 poäng | Sergej Zjelanov · Sovjetunionen | 8 315 poäng |

## Resultat
| Placering | Slutlig placering         | Poäng |
| --------- | ------------------------- | ----- |
|           | Daley Thompson (GBR)      | 8.495 |
|           | Jurij Kutsenko (URS)      | 8.331 |
|           | Sergej Zjelanov (URS)     | 8.135 |
| 4.        | Georg Werthner (AUT)      | 8.050 |
| 5.        | Sepp Zeilbauer (AUT)      | 8.007 |
| 6.        | Dariusz Ludwig (POL)      | 7.978 |
| 7.        | Atanas Andonov (BUL)      | 7.927 |
| 8.        | Steffen Grummt (GDR)      | 7.892 |
| 9.        | Esa Jokinen (FIN)         | 7.826 |
| 10.       | Janusz Szczerkowski (POL) | 7.822 |
| 11.       | Johannes Lahti (FIN)      | 7.765 |
| 12.       | Stephan Niklaus (SUI)     | 7.762 |
| 13.       | Peter Hadfield (AUS)      | 7.709 |
| 14.       | Razvigor Yankov (BUL)     | 7.624 |
| 15.       | Bradley McStravick (GBR)  | 7.616 |
| 16.       | Columba Blango (SLE)      | 5.080 |
| —         | Miro Ronac (PER)          | DNF   |
| —         | Valerj Katjanov (URS)     | DNF   |
| —         | Sandro Brogini (ITA)      | DNF   |
| —         | Rainer Pottel (GDR)       | DNF   |
| —         | Siegfried Stark (GDR)     | DNF   |